# جاکومو پرز-دورتونا
جاکومو پرز-دورتونا (انگلیسی: Giacomo Perez-Dortona؛ زادهٔ ۱۱ نوامبر ۱۹۸۹) یک شناگر اهل فرانسه است.
از افتخارات وی میتوان به کسب مدال طلا ۴×۱۰۰ متر مختلط امدادی در مسابقات جهانی ورزش‌های آبی ۲۰۱۳ اشاره کرد.